# Rowlandius cousinensis
Espèce
Synonymes
- Schizomus cousinensis Rowland & Reddell, 1979

Rowlandius cousinensis est une espèce de schizomides de la famille des Hubbardiidae.

## Distribution
Cette espèce est endémique de Jamaïque,. Elle se rencontre dans la grotte Cousin’s Cove Cave dans la paroisse de Hanover.

## Étymologie
Son nom d'espèce, composé de cousin et du suffixe latin -ensis, « qui vit dans, qui habite », lui a été donné en référence au lieu de sa découverte,  la grotte Cousin’s Cove Cave.

## Publication originale
- Rowland & Reddell, 1979 : The order Schizomida (Arachnida) in the New World. I. Protoschizomidae and dumitrescoae group (Schizomidae: Schizomus). Journal of Arachnology, vol. 6, no 3, p. 161-196 (texte intégral).